# Waiting for the Sun (singolo The Doors)
Waiting for the Sun è un singolo del gruppo musicale statunitense The Doors incluso nell'album Morrison Hotel.

## Descrizione
La canzone è stata scritta nel 1968, nelle sessioni del suo album Waiting for the Sun, poiché è stato rifiutato ma riscritto per queste sessioni e pubblicata su vinile nel febbraio del 1970 dalla Elektra e dalla Asylum Records in una produzione Paul A. Rothchild.
È stato anche pubblicato come lato A del singolo Peace Frog.